# Trapezium liratum
Trapezium liratum är en musselart som först beskrevs av Reeve 1843.  Trapezium liratum ingår i släktet Trapezium och familjen Trapezidae. Inga underarter finns listade i Catalogue of Life.